# Місія (поселення)

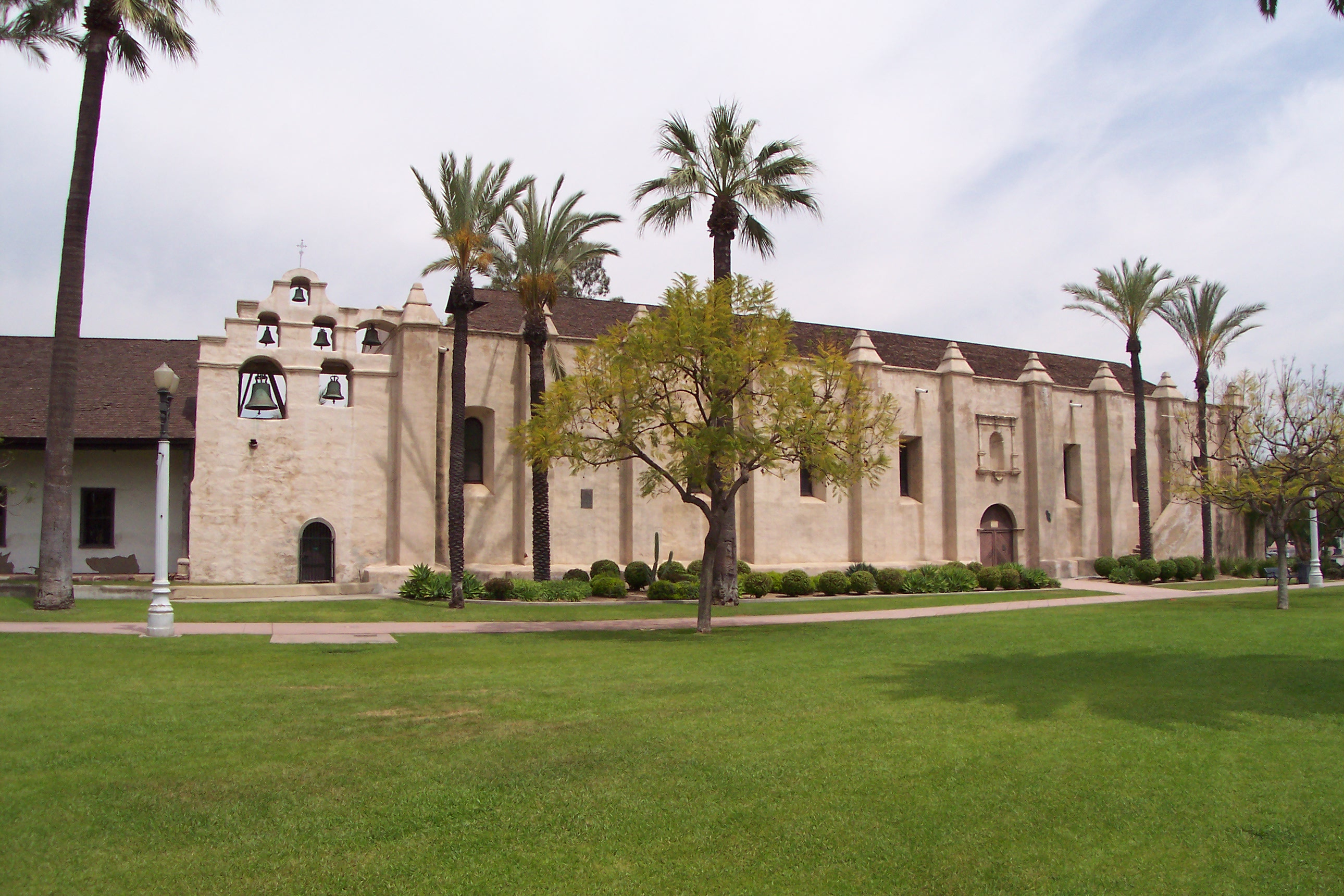
Місія Сан-Ґабріель Аркангел у Сан-Ґабріел, Каліфорнія

Місія — поселення, де працюють місіонери, створене ними з метою навернення місцевого населення до певної релігії.
Спочатку цей термін застосовували виключно до християнства (перш за все Католицької церкви), хоча пізніше назву перейняли й деякі інші релігії.
Християнські місії на території іспанських колоній засновували перш за все єзуїти, а пізніше, хоча і меншою мірою, францисканці та ченці інших орденів.